# Умала, Ольянта
Олья́нта Мойсе́с Ума́ла Та́ссо (исп. Ollanta Moisés Humala Tasso; род. 26 июня 1962, Лима, Перу) — перуанский военнослужащий (подполковник в отставке), политический, государственный и партийный деятель; президент Перу (2011—2016). Председатель левой индейской националистической партии ПНП. По национальности — кечуа.

## Биография
Сын адвоката-социалиста Исаака Умалы Нуньеса, основателя индейского националистического Этнокасеристского движения, второй из семи детей в семье. Получил кечуанское имя, вероятно, в честь инкского легендарного героя Ольянтая. В переводе с аймара его имя значит «Воин, который со своей наблюдательной вышки всё это видит». Его брат Антауро Умала возглавил мятеж в Андауайласе 1 января 2005 года и несколько дней удерживал полицейский комиссариат города, а в настоящее время отбывает 25-летний тюремный срок.
После окончания средней школы поступил в военное училище, которое окончил в 1984 году младшим лейтенантом. Служил в перуанской глубинке. Стажировался в Школе Америк. Принял участие в гражданской войне в Перу и воевал против партизан Сендеро луминосо, в 1995 году участвовал в вооружённом конфликте с Эквадором (война Альто-Сенепа). В 2000 году возглавил неудачное восстание против президента Альберто Фухимори. Был разжалован и уволен из армии. После освобождения Фухимори от президентских полномочий был амнистирован Конгрессом, восстановлен в звании и отправлен помощником военного атташе в Республику Корея. Позднее, при президенте Толедо занимал пост помощника военного атташе во Франции. Параллельно обучался в аспирантуре Сорбонны.
В 2004 году ушёл в отставку с военной службы и основал Перуанскую националистическую партию. В 2006 году принял участие в президентских выборах. Набрал 30,62 % голосов в первом туре и 45,5 % — во втором, уступив апристу Алану Гарсии. В качестве причины его поражения называется радикализм и солидарность с Уго Чавесом по многим вопросам. В 2010 году побывал в России в качестве оппозиционера, в 2014 году — с официальным визитом.

### Президентские выборы 2011 года
В 2011 году вновь участвовал в президентских выборах в составе альянса Gana Perú, куда вошли ПНП, Социалистическая партия, Коммунистическая партия и Революционная социалистическая партия. Кандидаты в вице-президенты при Умале — конгрессмен Марисоль Эспиноса Крус и прокурор Омар Чеаде. Умала изначально считался фаворитом первого тура выборов. В ходе предвыборной кампании Умала обещал более справедливое распределение доходов, единую систему бесплатного здравоохранения, борьбу с коррупцией, закон об обязательном исполнении предвыборных обещаний, взвешенную внешнюю политику (в частности, им был провозглашён курс на партнёрство с США) и отказ от изменения существующей неолиберальной экономической модели. В то же время, несмотря на левый характер своей предвыборной программы, Умала стремился дистанцироваться от Уго Чавеса и его идей, заявив, в частности: «Чавес — пройденный этап, его революция — не наш путь». Подобное изменение имиджа Умалы связывают с привлечением имиджмейкеров, которые ранее работали с Лулой да Силвой. Кроме того, Умала заявил, что в большей степени намеревается следовать бразильской модели развития. Поддержку Умале на этих выборах оказал известный писатель и общественный деятель Марио Варгас Льоса (на выборах 2006 года Льоса раскритиковал Умалу). Умале также удалось заручиться поддержкой консервативно настроенного архиепископа Лимы и примаса Перу, кардинала Хуана Луиса Сиприани Торна. Имеются также свидетельства его консультаций с США. Соперник Умалы Кейко Фухимори, однако, уверена, что после победы Умала отвернётся от умеренных обещаний и станет союзником Чавеса. Тем не менее, магистральное направление его внешней политики остаётся неясным.

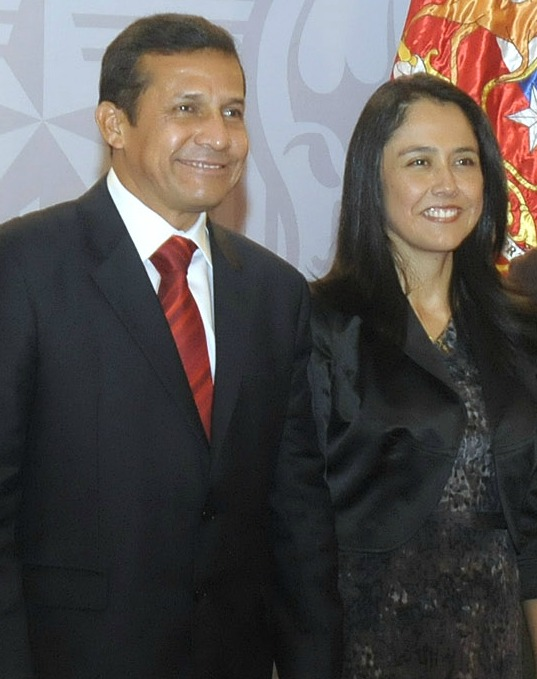
Умала с женой

Умала вышел во второй тур выборов (состоялся 5 июня), получив относительное большинство голосов — 31,76 %. Из-за отсутствия единого кандидата от умеренных сил во второй тур вышел Умала и неолибералка Кейко Фухимори. Существует предположение, что на исход голосования повлияло вышедшее незадолго до второго тура выборов «Обращение 100 писателей» (включая и Марио Варгаса Льосу), призвавших голосовать за Умалу как за «меньшее зло», чтобы не допустить возврата диктатуры. Умала одержал победу во втором туре с результатом 51,45 % голосов.

### Президентство
Вступил в должность президента Перу 28 июля 2011 года.
Жил не в президентской резиденции, а в частной квартире, где также проживают супруга и трое детей — две дочери и сын.
Оставил пост президента страны по окончании срока в июле 2016 года.

### После отставки
Был кандидатом в президенты на выборах 2021 года, набрал 1,6 % голосов.
В 2017 году был обвинен в том, что получил $200 тыс. от тогдашнего президента Венесуэлы Уго Чавеса на проведение предвыборной кампании в 2006 году, а потом — $3 млн от бразильской строительной компании Odebrecht на предвыборную кампанию 2011 года. В апреле 2025 года суд признал его и его жену Надин Эредию виновным в отмывании этих средств. Их приговорили к 15 годам заключения каждого. Ольянта был после приговора доставлен в тюрьму Барбадильо, а его жена на оглашение приговора не явилась, сославшись на плохое самочувствие, а затем добралась до бразильского посольства в Лиме, попросила предоставить ей и ее сыну убежище и получила право въехать в Бразилию.